# 香港國家安全案件通緝人士列表
以下是香港警務處國家安全處以《港區國安法》罪名對涉嫌危害國家安全人士發出的懸紅通緝名單，至今共有34人被通緝 。名單已獲香港法院批准，全球均有效力。
| 通緝公告日期                   | 姓名 及 香港身份證號碼 / 其他國家護照號碼 （號碼已由香港特區政府經憲報公佈） | 生日 及 性別       | 身份職業                                                                 | 涉犯國家安全罪行 及 詳情 | 懸賞金額 （港幣） | 狀態     | 目前位置 | 離港日期       | 其他 / 附註                                        |
| 2023年7月3日                   | 任建峰（YAM Kevin），P436762(A)                                              | 1976年8月19日，男  | 律師 前法政匯思召集人                                                    | 《勾結外國或者境外勢力危害國家安全罪》 於2022年11月及12月，會見外國官員以慫恿外國對香港特別行政區政府官員進行「制裁」。亦於2023年5月，出席一個外國官方機構舉行的聽證會時，請求外國對香港特別行政區的司法人員和檢控人員進行「制裁」。 | 壹 百 萬          | 通 緝 中 |          | 2022年4月30日  |                                                    |
| 2023年7月3日                   | 袁弓夷（YUEN Gong-yi Elmer），E232665(9)                                     | 1949年1月30日， 男 | 商人 香港议会選舉籌備委員會委員                                          | 《勾結外國或者境外勢力危害國家安全罪》 《顛覆國家政權罪》 2020年7月至2023年5月期間，多次透過不同的平台和形式，請求外國對香港特別行政區政府官員及司法人員進行「制裁」，及對香港特別行政區採取其他敵對行動。亦於2022年7月至2023年5月期間，籌組一個名為「香港議會」的政權機關而發動「公投」，以圖實施「自決」及顛覆國家政權。 | 壹 百 萬          | 通 緝 中 | 加拿大   | 2020年6月9日   |                                                    |
| 2023年7月3日                   | 郭鳳儀（KWOK Fung-yee Anna），Y585228(3)                                     | 1997年1月21日，女  | 香港民主委員會執行總監                                                   | 《勾結外國或者境外勢力危害國家安全罪》 於2021年9月至2022年2月期間，以「香港民主委員會」要員身份於外國出席會議及活動，並會見外國政客及政府官員，以請求對中華人民共和國及香港特別行政區進行「制裁」、封鎖及採取其他敵對行動。 | 壹 百 萬          | 通 緝 中 | 美国     | 2020年1月25日  |                                                    |
| 2023年7月3日                   | 郭榮鏗（KWOK Wing-hang Dennis），K841999(A)                                  | 1978年4月15日，男  | 律師 前公民黨立法會議員                                                  | 《勾結外國或者境外勢力危害國家安全罪》 於2021年9月，在一份境外組織發表的報告撰文，支持報告中請求各國政府對中華人民共和國及香港特別行政區進行「制裁」、封鎖及採取其他敵對行動的一系列「政策建議」。亦於2022年12月，出席一個境外組織會議時，亦呼籲對香港特別行政區進行金融制裁及採取其他敵對行動。 | 壹 百 萬          | 通 緝 中 | 美国     | 2020年11月27日 |                                                    |
| 2023年7月3日                   | 許智峯（HUI Chi-fung Ted），Z231924(9)                                       | 1982年6月8日，男   | 律師 前民主黨立法會議員                                                  | 《煽動分裂國家罪》 《煽動顛覆國家政權罪》 《勾結外國或者境外勢力危害國家安全罪 》 自2021年3月起，聯同他人發起「2021香港約章」，並多次透過社交媒體平台鼓吹「台獨」、「港獨」及推翻中華人民共和國憲法所確立的中華人民共和國根本制度。亦於2021年1月至2022年12月期間，在社交媒體發布帖文，請求外國對中華人民共和國及香港特別行政區進行「制裁」及採取其他敵對行動。 | 壹 百 萬          | 通 緝 中 |          | 2020年11月30日 | 因違反《選舉(舞弊及非法行為)條例》現被廉政公署通緝 |
| 2023年7月3日                   | 蒙兆達（MUNG Siu-tat），C643085(4)                                           | 1971年11月22日，男 | 前職工盟總幹事 「香港勞權監察」總幹事                                    | 《煽動分裂國家罪 》 於2022年6月出席一個境外組織會議，抹黑中央及香港特別行政區政府，並鼓吹將香港特別行政區從中華人民共和國分離出去。 | 壹 百 萬          | 通 緝 中 | 英国     | 2021年9月16日  |                                                    |
| 2023年7月3日                   | 劉祖廸（LAU Cho-dik Finn），Y357217(8)                                       | 1993年10月25日，男 | 前測量師 外號「攬炒巴」 海外網媒《棱角》執行總監                         | 《勾結外國或者境外勢力危害國家安全罪》 於2020年7月至2021年6月期間，透過各類平台及建立「攬炒團隊」，持續請求外國對中華人民共和國及香港特別行政區進行「制裁」、封鎖或採取其他敵對行動。 | 壹 百 萬          | 通 緝 中 | 英国     | 2020年1月5日   |                                                    |
| 2023年7月3日                   | 羅冠聰（LAW Kwun-chung Nathan），R294628(8)                                  | 1993年7月13日，男  | 前立法會議員 前香港眾志主席                                              | 《煽動分裂國家罪》 《勾結外國或者境外勢力危害國家安全罪》 於2020年7月至2022年11月期間，多次透過參與聽證會、會見外國政客、接受媒體訪問、發表公開信、參與聯署、在社交媒體上發布帖文或影片等不同形式，鼓吹將香港特別行政區從中華人民共和國分離出去、請求外國對中華人民共和國及香港特別行政區進行「制裁」、封鎖或採取其他敵對行動。 | 壹 百 萬          | 通 緝 中 | 英国     | 2020年6月27日  | 因違反《選舉(舞弊及非法行為)條例》現被廉政公署通緝 |
| 2023年12月14日                 | 鄭文傑（CHENG Man-kit Simon），Y093182(7)                                    | 1990年10月10日，男 | 英國港僑協會創辦人 前英國駐香港總領事館蘇格蘭國際發展局貿易及投資主任    | 《煽動分裂國家罪》 《勾結外國或者境外勢力危害國家安全罪》 於2020年8月至2022年6月期間，聯同他人成立政治組織「避風驛」、「英國港僑協會」及「香港影子議會」，多次透過社交媒體平台鼓吹「港獨」。 於2020年7月至2023年7月期間，多次透過不同的平台和形式，請求外國對中央和特區官員、司法和執法人員進行「制裁」及對中華人民共和國及香港特別行政區採取其他敵對行動。 | 壹 百 萬          | 通 緝 中 | 英国     | 2019年11月11日 |                                                    |
| 2023年12月14日                 | 許穎婷（HUI Wing-ting Frances），Y745765(9)                                  | 1999年9月30日，女  | 我們是香港人總監 前學民思潮成員 香港自由委員會基金會成員                 | 《勾結外國或者境外勢力危害國家安全罪》 於2020年10月至2022年1月期間，多次透過不同的平台和形式，請求外國對中華人民共和國進行「制裁」、封鎖以及採取其他敵對行動。 | 壹 百 萬          | 通 緝 中 | 美国     | 2020年7月15日  |                                                    |
| 2023年12月14日                 | 邵嵐（SIU Joey），R132989(7)                                                 | 1999年4月16日，女  | 前香港大專學界國際事務代表團發言人 國際特赦組織海外香港分會幹事          | 《勾結外國或者境外勢力危害國家安全罪》 於2020年10月至2023年7月期間，多次透過不同的平台和形式，請求外國對中華人民共和國及香港特別行政區進行「制裁」、封鎖及採取其他敵對行動，包括「制裁」中央和特區官員及檢控人員。 | 壹 百 萬          | 通 緝 中 | 美国     | 2020年9月17日  |                                                    |
| 2023年12月14日 / 2025年7月25日 | 霍嘉誌（FOK Ka-chi），Z313716(4)                                             | 1981年8月25日，男  | YouTube政論頻道「升旗易得道」創辦人 前香港大律師                         | 《煽動分裂國家罪》 《煽動顛覆國家政權罪》 《顛覆國家政權罪》 聯同蔡明達在2020年7月至2023年8月期間，於社交媒體平台共同操作一個名為「升旗易得道」的頻道，並發布多段涉嫌煽動分裂國家和顛覆國家政權的影片。 呼籲觀眾加入外國軍隊，參與軍事訓練，甚至組織軍隊，以圖實現「香港獨立」，推翻中華人民共和國憲法所確立的中華人民共和國根本制度。 在香港特別行政區（特區）境外組織和選舉以成立所謂「香港議會」，旨在顛覆國家政權，其目標包括推動「自決」、制定所謂「香港憲法」，以非法手段推翻、破壞《中華人民共和國憲法》所確立的中華人民共和國根本制度或推翻中華人民共和國中央政權機關或者特區政權機關等。                                         | 壹 百 萬          | 通 緝 中 | 英国     | 2020年7月13日  |                                                    |
| 2023年12月14日 / 2025年7月25日 | 蔡明達（CHOI Ming-da），K672136(2)                                           | 1977年5月8日，男   | YouTube政論頻道「升旗易得道」創辦人 商人                                 | 《煽動分裂國家罪》 《煽動顛覆國家政權罪》 《顛覆國家政權罪》 聯同霍嘉誌在2020年7月至2023年8月期間，於社交媒體平台共同操作一個名為「升旗易得道」的頻道，並發布多段涉嫌煽動分裂國家和顛覆國家政權的影片。 主張觀眾於外國接受軍事訓練，呼籲聯同其他中國民眾，以「武力」推翻中華人民共和國及香港特別行政區政權機關；又大力鼓吹「港獨」，將香港特別行政區從中華人民共和國分離出去。 在香港特別行政區（特區）境外組織和選舉以成立所謂「香港議會」，旨在顛覆國家政權，其目標包括推動「自決」、制定所謂「香港憲法」，以非法手段推翻、破壞《中華人民共和國憲法》所確立的中華人民共和國根本制度或推翻中華人民共和國中央政權機關或者特區政權機關等。 | 壹 百 萬          | 通 緝 中 | 英国     | 2020年7月13日  |                                                    |
| 2024年12月24日                 | 張晞晴（CHEUNG Hei-ching Chloe）                                             | 2005年2月5日，女   | 學生 香港自由委員會基金會（CFHK）傳訊與傳媒助理                          | 《煽動分裂國家罪》 《勾結外國或者境外勢力危害國家安全罪》 於2022年8月至2024年11月期間，以「香港自由委員會基金會」要員身份發布文章，並多次透過發表演講、在社交媒體上發布貼文或影片等不同形式，鼓吹將香港特別行政區從中華人民共和國分離出去、請求外國對中華人民共和國及香港特別行政區進行「制裁」、封鎖及採取其他敵對行動。 | 壹 百 萬          | 通 緝 中 | 英国     | 2020年8月29日  |                                                    |
| 2024年12月24日                 | 鍾劍華（CHUNG Kim-wah）                                                      | 1960年1月9日，男   | 前理工大學應用社會科學系助理學者 香港民意研究所前副行政總裁              | 《煽動分裂國家罪》 《勾結外國或者境外勢力危害國家安全罪》 於2024年5月至2024年6月期間，多次透過社交媒體平台鼓吹「港獨」。於2020年12月至2023年11月期間，多次透過不同的平台和形式，請求外國對中華人民共和國及香港特別行政區進行「制裁」、封鎖及採取其他敵對行動。 | 壹 百 萬          | 通 緝 中 | 英国     | 2022年 4月24日 |                                                    |
| 2024年12月24日                 | 鍾翰林（CHUNG Hon-lam Tony）                                                 | 2001年4月22日，男  | 前「學生動源」召集人 「香港獨立倡議委員會」創辦人                        | 《煽動分裂國家罪》 《勾結外國或者境外勢力危害國家安全罪》 於2023年12月至2024年5月期間，透過不同渠道，包括以「香港獨立倡議委員會」要員身份發布文章、參與外國機構的聽證會、發表公開講話、在社交媒體上發布貼文等，鼓吹將香港特別行政區從中華人民共和國分離出去、請求外國對中華人民共和國及香港特別行政區進行「制裁」、封鎖及採取其他敵對行動。 | 壹 百 萬          | 通 緝 中 | 英国     | 2023年12月20日 | 因違反監管令現被懲教署通緝                         |
| 2024年12月24日                 | 劉珈汶（LAU Ka-man Carmen）                                                  | 1995年2月20日，女  | 「香港民主委員會」要員 前黃大仙區區議員 前公民黨副秘書長                 | 《煽動分裂國家罪》 《勾結外國或者境外勢力危害國家安全罪》 於2021年10月至2024年5月期間，以「香港民主委員會」要員身份發布文章，並多次透過發表演講、在社交媒體上發布貼文或影片等不同形式，鼓吹將香港特別行政區從中華人民共和國分離出去、請求外國對中華人民共和國及香港特別行政區進行「制裁」、封鎖及採取其他敵對行動。 | 壹 百 萬          | 通 緝 中 | 英国     | 2021年7月18日  | 因違反《選舉(舞弊及非法行為)條例》現被廉政公署通緝 |
| 2024年12月24日                 | 鄭敬基（Joseph TAY）                                                         | 1962年12月12日，男 | 藝人                                                                     | 《煽動分裂國家罪》 《勾結外國或者境外勢力危害國家安全罪》 於2020年7月至2024年6月期間，於社交媒體平台操作一個名為「HongKonger Station香港台」的頻道發布多段煽動分裂國家的影片，並多次透過不同的平台和形式，請求外國對中央和特區官員進行「制裁」及對中華人民共和國及香港特別行政區採取其他敵對行動。 | 壹 百 萬          | 通 緝 中 | 加拿大   | 2020年6月25日  |                                                    |
| 2024年12月24日                 | 何良懋（HO Leung-mau Victor），C263245(2)                                    | 1955年2月22日，男  | 前星島日報溫哥華版總編輯 加拿大廣傳媒行政總裁 「香港議會」籌備委員會主席 | 《顛覆國家政權罪》 自2022年7月27日起，聯同他人籌組一個名為「香港議會」的政權機關而發動「公投」，以圖實施「自決」及顛覆國家政權。 | 壹 百 萬          | 通 緝 中 | 加拿大   | 2020年1月12日  |                                                    |
| 2025年7月25日                  | 陳麗珍（CHAN Lai-chun），G132556(5)                                          | 1959年1月28日      |                                                                          | 《顛覆國家政權罪》 於2025年2月至6月期間，聯同他人籌組一個名為「香港議會」的政權機關而發動「公投」，以圖實施「自決」及顛覆國家政權。 | 貳 拾 萬          | 通 緝 中 |          | 2022年3月27日  |                                                    |
| 2025年7月25日                  | 馮崇義（FENG Chongyi），中國護照G54500300                                    | 1961年1月5日       | 悉尼科技大學中國研究中心副教授                                           | 《顛覆國家政權罪》 於2023年7月至2025年6月期間，聯同他人籌組一個名為「香港議會」的政權機關而發動「公投」，以圖實施「自決」及顛覆國家政權。 | 貳 拾 萬          | 通 緝 中 |          | 2018年5月8日   |                                                    |
| 2025年7月25日                  | 龔小夏（GONG Sasha），美國護照01786796                                       | 1956年6月7日       | 美國之音普通話組前主任                                                   | 《顛覆國家政權罪》 於2022年7月至2025年6月期間，聯同他人籌組一個名為「香港議會」的政權機關而發動「公投」，以圖實施「自決」及顛覆國家政權。 | 貳 拾 萬          | 通 緝 中 | 美国     | 2013年3月30日  |                                                    |
| 2025年7月25日                  | 吳文昕（NG Man-yan），瑞典護照54225898                                       | 1948年3月8日       | 國際人權協會理事 前ABB電網自動化副總裁                                   | 《顛覆國家政權罪》 於2023年7月至2025年6月期間，聯同他人籌組一個名為「香港議會」的政權機關而發動「公投」選舉，以圖實施「自決」及顛覆國家政權。 | 貳 拾 萬          | 通 緝 中 | 德国     | 不詳           |                                                    |
| 2025年7月25日                  | 曾偉藩（TSANG Wai-fan），G174243(3)                                          | 1959年8月2日       | 香港理工大學建築及房地產學系前助理教授                                   | 《顛覆國家政權罪》 於2022年7月至2025年6月期間，聯同他人籌組一個名為「香港議會」的政權機關而發動「公投」，以圖實施「自決」及顛覆國家政權。 | 貳 拾 萬          | 通 緝 中 |          | 2018年7月13日  |                                                    |
| 2025年7月25日                  | 錢寶芬（CHIN Po-fun），C494104(5)                                            | 1960年2月5日       | 人民力量成員兼前副主席                                                   | 《顛覆國家政權罪》 於2025年2月至6月期間，聯同他人參與一個名為「香港議會」的政權機關而發動「公投」選舉，以圖實施「自決」及顛覆國家政權。 | 貳 拾 萬          | 通 緝 中 |          | 2022年3月2日   |                                                    |
| 2025年7月25日                  | 夏海俊（HA Hoi-chun, Paul），G519947(5)                                      | 1965年1月28日      |                                                                          | 《顛覆國家政權罪》 於2025年3月至6月期間，聯同他人參與一個名為「香港議會」的政權機關而發動「公投」選舉，以圖實施「自決」及顛覆國家政權。 | 貳 拾 萬          | 通 緝 中 |          | 不詳           |                                                    |
| 2025年7月25日                  | 侯中宇（HAU Chung-yu），R350603(6)                                           | 1994年4月25日      | 「香港民主建國聯盟」前成員                                               | 《顛覆國家政權罪》 於2025年3月至6月期間，聯同他人參與一個名為「香港議會」的政權機關而發動「公投」選舉，以圖實施「自決」及顛覆國家政權。 | 貳 拾 萬          | 通 緝 中 |          | 2019年8月14日  |                                                    |
| 2025年7月25日                  | 何永友（HO Wing-yau），D672466(4)                                            | 1967年10月7日      |                                                                          | 《顛覆國家政權罪》 於2025年3月至6月期間，聯同他人參與一個名為「香港議會」的政權機關而發動「公投」選舉，以圖實施「自決」及顛覆國家政權。 | 貳 拾 萬          | 通 緝 中 |          | 2022年4月14日  |                                                    |
| 2025年7月25日                  | 姜嘉偉（KEUNG Ka-wai），Y211934(8)                                           | 1991年5月10日      | 網媒「Free HK Media」創辦人 牧師 「香港民主建國聯盟」黨魁                | 《顛覆國家政權罪》 於2025年2月至6月期間，聯同他人參與一個名為「香港議會」的政權機關而發動「公投」選舉，以圖實施「自決」及顛覆國家政權。 | 貳 拾 萬          | 通 緝 中 | 加拿大   | 2023年10月31日 | 曾因違反國安法罪成                                 |
| 2025年7月25日                  | 林千淦（LAM Tony），Y053147(0)                                               | 1988年12月30日     | 「香港民主建國聯盟」成員                                                 | 《顛覆國家政權罪》 於2025年3月至6月期間，聯同他人參與一個名為「香港議會」的政權機關而發動「公投」選舉，以圖實施「自決」及顛覆國家政權。 | 貳 拾 萬          | 通 緝 中 |          | 2024年12月19日 |                                                    |
| 2025年7月25日                  | 吳文君（NG Agnes），R637536(6)                                               | 1997年4月21日      | 「香港民主建國聯盟」成員                                                 | 《顛覆國家政權罪》 於2025年3月至6月期間，聯同他人參與一個名為「香港議會」的政權機關而發動「公投」選舉，以圖實施「自決」及顛覆國家政權。 | 貳 拾 萬          | 通 緝 中 | 臺灣     | 2020年7月17日  |                                                    |
| 2025年7月25日                  | 黃振華（WONG Chun-wah），G715043(0)                                          | 1971年7月30日      | 「香港民主建國聯盟」成員                                                 | 《顛覆國家政權罪》 於2025年2月至6月期間，聯同他人參與一個名為「香港議會」的政權機關而發動「公投」選舉，以圖實施「自決」及顛覆國家政權。 | 貳 拾 萬          | 通 緝 中 |          | 2024年12月8日  |                                                    |
| 2025年7月25日                  | 黃修和（WONG Sau-wo），R345266(1)                                            | 1999年9月17日      | 「香港民族黨」前成員                                                     | 《顛覆國家政權罪》 於2025年3月至6月期間，聯同他人參與一個名為「香港議會」的政權機關而發動「公投」選舉，以圖實施「自決」及顛覆國家政權。 | 貳 拾 萬          | 通 緝 中 |          | 2018年1月2日   |                                                    |
| 2025年7月25日                  | 張信燕（ZHANG Xinyan），中國護照E19475964                                    | 1971年6月25日      |                                                                          | 《顛覆國家政權罪》 於2025年2月至6月期間，聯同他人參與一個名為「香港議會」的政權機關而發動「公投」選舉，以圖實施「自決」及顛覆國家政權。 | 貳 拾 萬          | 通 緝 中 | 泰國     | 不詳           |                                                    |

## 非懸紅公開通緝令 （名單更新中）
以下人士被警方國安處通緝，但沒有懸紅及非公開，已入懸紅的不在此顯示：
- 朱牧民
- 陳家駒
- 黃台仰
- 劉康
- 馬克·西蒙
- 梁頌恆
- 張崑陽
- 梁繼平
- 蔡東豪
- 余家輝
- 練乙錚
- 周庭

## 其他對上述人士實施的制裁措施
保安局局長鄧炳強宣佈根據《維護國家安全條例》，於下列日期起將上述部份被通緝國安逃犯列為潛逃者：
- 2024年6月12日 - 羅冠聰、蒙兆達、劉祖廸、鄭文傑、霍嘉誌及蔡明達；
- 2024年12月24日 - 郭鳳儀、袁弓夷、郭榮鏗、許智峯、任建峰、許穎婷及邵嵐；
- 2025年8月4日 - 何良懋、陳麗珍、馮崇義、龔小夏、吳文昕、曾偉藩、錢寶芬、夏海俊、侯中宇、何永友、姜嘉偉、林千淦、吳文君、黃振華、黃修和及張信燕。

以上潛逃者受以下措施管制：
- 禁止提供資金等或處理資金等，即不可提供金錢或其他資金給他們或幫助他們處理任何資金

- 禁止與不動產相關的某些活動，即不可租樓給他們，或向他們租樓。至於買賣樓宇方面，則已包含在“禁止提供資金等或處理資金等”內

- 與涉及有關潛逃者的合資企業或合夥相關的禁止行為，即不可與他們合夥做生意

- 撤銷特區護照

- 執業資格暫時吊銷

- 暫時罷免董事職位

註：但在刊憲生效前已簽署的租賃合約 tenancy agreement 及 現有的合夥生意則不受影響，即是若你現正租住指明潛逃者的物業，可住到租約期滿。有關個別潛逃者所施行的措施已經詳列於香港憲報號外公告中。
上述資訊均已在香港憲報刊登。

## 外部連結
- 国家安全案件通缉人士及悬红公告｜香港警务处